# Championnat de Suède féminin de football 2018
Navigation
Édition précédente Édition suivante
Le championnat de Suède féminin de football 2018 est la 46e édition du championnat de Suède féminin, la 31e dans son organisation actuelle. Les douze meilleurs clubs de football féminin de Suède sont regroupés au sein d'une poule unique, la Damallsvenskan, où ils s'affrontent deux fois au cours de la saison, à domicile et à l'extérieur.
Le Linköpings FC défend son titre de championne de Suède acquis lors de la saison 2017. Växjö DFF et IFK Kalmar accèdent à l'élite.
Piteå IF remporte la compétition, c'est le premier titre de champion du club.

## Les équipes participantes
| \| Djurgårdens Eskilstuna Kopparbergs/Göteborg Kristianstads Linköpings Piteå Rosengård Vittsjö IF Limhamn Bunkeflo Hammarby IF DFF Växjö DFF IFK Kalmar \| Localisation des clubs engagés. |
| Djurgårdens Eskilstuna Kopparbergs/Göteborg Kristianstads Linköpings Piteå Rosengård Vittsjö IF Limhamn Bunkeflo Hammarby IF DFF Växjö DFF IFK Kalmar                                       |

| Club                    | Classement 2017 | Stade            | Capacité | Date de Création |
| ----------------------- | --------------- | ---------------- | -------- | ---------------- |
| Linköpings FC           | 1               | Folkungavallen   | 10 000   | 2003             |
| FC Rosengård            | 2               | Malmö IP         | 7 800    | 1970             |
| Eskilstuna United DFF   | 3               | Tunavallen       | 7 800    | 2002             |
| Piteå IF                | 4               | LF Arena         | 6 000    | 1985             |
| Kristianstads DFF       | 5               | Vilans IP        | 5 000    | 1998             |
| Djurgårdens IF Dam      | 6               | Kristinebergs IP | 4 500    | 2003             |
| Hammarby IF DFF         | 7               | Hammarby IP      | 2 500    | 1970             |
| Kopparbergs/Göteborg FC | 8               | Valhalla IP      | 4 000    | 1970             |
| IF Limhamn Bunkeflo     | 9               | Limhamns IP      | 2 800    | 2008             |
| Vittsjö GIK             | 10              | Vittsjö IP       | 2 000    | 1933             |
| Växjö DFF               | 1 (Elitettan)   |                  |          |                  |
| IFK Kalmar              | 2 (Elitettan)   |                  |          |                  |

## Compétition

### Classement
Le barème utilisé pour établir le classement est le suivant : 3 points pour une victoire, 1 point pour un match nul et 0 point pour une défaite.
| Rang | Équipe                  | Pts | J  | G  | N | P  | Bp | Bc | Diff |
| ---- | ----------------------- | --- | -- | -- | - | -- | -- | -- | ---- |
| 1    | Piteå IF                | 48  | 22 | 16 | 0 | 6  | 42 | 24 | +18  |
| 2    | Kopparbergs/Göteborg FC | 47  | 22 | 15 | 2 | 5  | 54 | 27 | +27  |
| 3    | FC RosengårdC           | 45  | 22 | 14 | 3 | 5  | 55 | 18 | +37  |
| 4    | Kristianstads DFF       | 39  | 22 | 11 | 6 | 5  | 30 | 26 | +4   |
| 5    | Linköpings FC T         | 33  | 22 | 9  | 6 | 7  | 47 | 31 | +16  |
| 6    | Eskilstuna United DFF   | 31  | 22 | 9  | 4 | 9  | 30 | 36 | -6   |
| 7    | Växjö DFF P             | 29  | 22 | 9  | 2 | 11 | 29 | 33 | -4   |
| 8    | Djurgårdens IF Dam      | 27  | 22 | 7  | 6 | 9  | 25 | 30 | -5   |
| 9    | Vittsjö GIK             | 26  | 22 | 7  | 5 | 10 | 32 | 26 | +6   |
| 10   | IF Limhamn Bunkeflo     | 26  | 22 | 8  | 2 | 12 | 25 | 40 | -15  |
| 11   | Hammarby IF DFF         | 24  | 22 | 8  | 0 | 14 | 29 | 39 | -10  |
| 12   | IFK Kalmar P            | 3   | 22 | 1  | 0 | 21 | 14 | 82 | -68  |